# Aare
Aare er en flod i Schweiz.
Floden er 291 km lang og dermed den længste af de floder, der både udspringer og afsluttes i Schweiz. Aare afvander et areal på 17.620 km² og løber sammen med Rhinen ved den schweiziske by Koblenz (skal ikke forveksles med den tyske by Koblenz) nær grænsen til Tyskland.
Undervejs gennemstrømmer Aare Brienzersee og Thunersee. Ved byen Interlaken løber biflod fra venstre Lütschine fra Lauterbrunnental ud i Brienzersee – og dermed ud i Aare.